# U-953
| U-953                                                                                    | U-953 | U-953 |
| ---------------------------------------------------------------------------------------- | --- | --- |
| U 953                                                                                    | | |
|                                                                                          | | |
| Зображення підводного човна підтипу VIIC                                                 | | |
| Верф                                                                                     | Blohm + Voss, Гамбург                                                                                              | Blohm + Voss, Гамбург                                                                                              |
| Під прапором                                                                             | Третій Рейх | Третій Рейх |
| Належність                                                                               | Крігсмаріне | Крігсмаріне |
| Порт приписки                                                                            | Кіль Ла-Паліс Фленсбург Берген                                                                                     | Кіль Ла-Паліс Фленсбург Берген                                                                                     |
| Замовлення                                                                               | 10 квітня 1941 | 10 квітня 1941 |
| Закладений                                                                               | 10 лютого 1942 | 10 лютого 1942 |
| Спуск на воду                                                                            | 28 жовтня 1942 | 28 жовтня 1942 |
| Введений до складу флоту                                                                 | 17 грудня 1942 | 17 грудня 1942 |
| На службі                                                                                | 1942—1945 | 1942—1945 |
| Сучасний статус                                                                          | 9 травня 1945 року капітулював союзникам у Тронгеймі; 1950 року розібраний на брухт                                | 9 травня 1945 року капітулював союзникам у Тронгеймі; 1950 року розібраний на брухт                                |
| Бойовий досвід                                                                           | Друга світова війна Битва за Атлантику                                                                             | Друга світова війна Битва за Атлантику                                                                             |
| Проєкт                                                                                   | | |
| Тип ПЧ                                                                                   | середній торпедний ДПЧ                                                                                             | середній торпедний ДПЧ                                                                                             |
| Вартість                                                                                 | 4 714 000 ℛℳ | 4 714 000 ℛℳ |
| Основні характеристики                                                                   | | |
| Швидкість (надводна)                                                                     | 17,9 вузла | 17,9 вузла |
| Швидкість (підводна)                                                                     | 8 вузлів | 8 вузлів |
| Робоча глибина занурення                                                                 | 100 м | 100 м |
| Гранична глибина занурення                                                               | 220 м | 220 м |
| Автономність плавання                                                                    | 135—174 км на швидкості 4 вузли (в підводному положенні) 11 470 км на швидкості 10 вузлів (у надводному положенні) | 135—174 км на швидкості 4 вузли (в підводному положенні) 11 470 км на швидкості 10 вузлів (у надводному положенні) |
| Екіпаж                                                                                   | 44—60 осіб | 44—60 осіб |
| Розміри                                                                                  | | |
| Довжина найбільша (по КВЛ)                                                               | 67,1 м | 67,1 м |
| Ширина корпусу найб.                                                                     | 6,2 м | 6,2 м |
| Висота                                                                                   | 9,6 м | 9,6 м |
| Середня осадка (по КВЛ)                                                                  | 4,74 м | 4,74 м |
| Водотоннажність надводна                                                                 | 769 т | 769 т |
| Водотоннажність підводна                                                                 | 871 т | 871 т |
| Силова установка                                                                         | | |
| дизель-електрична; 2 дизельних двигуни MAN M 6 V 40/46, 2 електродвигуни BBC GG UB 720/8 | | |
| Гвинти                                                                                   | 2 | 2 |
| Потужність                                                                               | 2 × 2100—2310 к.с. (дизелі) 2 × 750 к.с. (електродвигуни)                                                          | 2 × 2100—2310 к.с. (дизелі) 2 × 750 к.с. (електродвигуни)                                                          |
| Озброєння                                                                                | | |
| Артилерія                                                                                | 1 × 88-мм палубна гармата SK C/35                                                                                  | 1 × 88-мм палубна гармата SK C/35                                                                                  |
| Торпедно- мінне озброєння                                                                | 4 носових і один кормовий ТА 14 торпед або 26 мін TMA                                                              | 4 носових і один кормовий ТА 14 торпед або 26 мін TMA                                                              |
| ППО                                                                                      | 1 × 37-мм зенітна гармата Flak M42 2 × 20-мм зенітні гармати FlaK 30                                               | 1 × 37-мм зенітна гармата Flak M42 2 × 20-мм зенітні гармати FlaK 30                                               |

U-953 — німецький середній підводний човен типу VIIC, що входив до складу Військово-морських сил Третього Рейху за часів Другої світової війни. Закладений 10 лютого 1942 року на верфі № 153 компанії Blohm + Voss у Гамбурзі, спущений на воду 28 жовтня 1942 року. 17 грудня 1942 року корабель увійшов до складу 5-ї навчальної флотилії ПЧ ВМС нацистської Німеччини.

## Історія служби
U-953 належав до німецьких підводних човнів типу VIIC, найчисельнішого типу субмарин Третього Рейху, яких випущено 703 одиниці. Службу розпочав у складі 5-ї навчальної флотилії ПЧ, з 1 червня 1943 року переведений до бойового складу 3-ї флотилії ПЧ, а 15 жовтня 1944 року переданий у 33-тю флотилію ПЧ. У період з 13 травня 1943 до 3 квітня 1945 року U-953 здійснив десять бойових походів в Атлантичний океан, провівши 349 діб у морі. Під час бойових дій не потопив та не пошкодив жодного судна.
9 травня 1945 року човен капітулював союзникам у Тронгеймі. 29 травня переміщений до Лох-Раян у Шотландії і після завершення тестування фахівцями Королівського флоту Великої Британії переміщений до Лондондеррі, де стояв протягом кількох років на приколі. 4 червня 1949 року трофейний U-953 проданий компанії Clayton & Davie Ltd. у Данстоні, де розібраний на брухт.

## Командири
- Капітан-лейтенант Карл-Гайнц Марбах (17 грудня 1942 — серпень 1944)
- Оберлейтенант-цур-зее Герберт Вернер (серпень 1944 — квітень 1945)
- Оберлейтенант-цур-зее Еріх Штайнбрінк (квітень — 9 травня 1945)